# Issoria cora
Issoria cora är en fjärilsart som beskrevs av Lucas 1850. Issoria cora ingår i släktet Issoria och familjen praktfjärilar. Inga underarter finns listade i Catalogue of Life.